# Alla turca
Alla turca (in tedesco Janitscharenmusik, «musica dei giannizzeri») è un genere musicale europeo del XVIII e XIX secolo; tra i maggiori compositori dell'epoca ad avere composto secondo tale stile figurano Wolfgang Amadeus Mozart e Ludwig van Beethoven.
Molto gradito al pubblico viennese, da quello più aristocratico al meno erudito, era uno stile che si distingueva per la commistione tra il clima tipicamente esotico a uno più festoso e ironico, esplicitato dall'uso dei piatti, del triangolo e della grancassa.

## Storia
Si tratta di uno stile sviluppato per soddisfare la moda (dell'epoca) della cosiddetta Turquerie secondo convenzioni stereotipate, che non erano in realtà in linea con la vera musica delle bande militari turche (le bande dei giannizzeri, o mehter in turco) tranne che nella strumentazione.
Per contro le bande europee furono significativamente influenzate dalla strumentazione dei giannizzeri, nonché dalla loro disciplina e dalle loro uniformi.
Uno degli esempi più noti di marcia alla turca è il rondò del terzo movimento della Sonata per pianoforte n. 11 in La maggiore di Mozart (1780 ca), divenuto col tempo la Marcia turca per antonomasia; anche una parte della corale del quarto movimento della Nona sinfonia di Beethoven (1824) segue per diverse misure un andamento alla turca («Froh! Froh, wie seine Sonnen, seine Sonnen fliegen…»).